# Mejorada (Toledo)
Mejorada ist ein Ort und eine Gemeinde (Municipio) im Nordosten der Provinz Toledo in Spanien mit 1.385 Einwohnern (Stand: 2024). 

## Lage
Mejorada liegt etwa 85 Kilometer westnordwestlich von Toledo in einer Höhe von ca. 550 m. Im äußersten Westen der Gemeinde liegt der Flugplatz Velada (Aerodromo de Velada).In Mejorada herrscht ein kontinentales Klima mit extremen Temperaturen und starken Amplituden. Die Niederschläge sind sehr unregelmäßig und selten, meist im Herbst und Frühling konzentriert.

## Bevölkerungsentwicklung
| Jahr      | 1970 | 1981 | 1991 | 2001 | 2011 | 2021 |
| Einwohner | 1273 | 1168 | 1129 | 1156 | 1337 | 1293 |

Trotz der zunehmenden Mechanisierung der Landwirtschaft und der Aufgabe bäuerlicher Kleinbetriebe ist die Bevölkerung – hauptsächlich durch Zuwanderung – seit den 2000er Jahren deutlich angestiegen.

## Sehenswertes
- Vinzenzkirche (Iglesia de San Vicente Mártir)

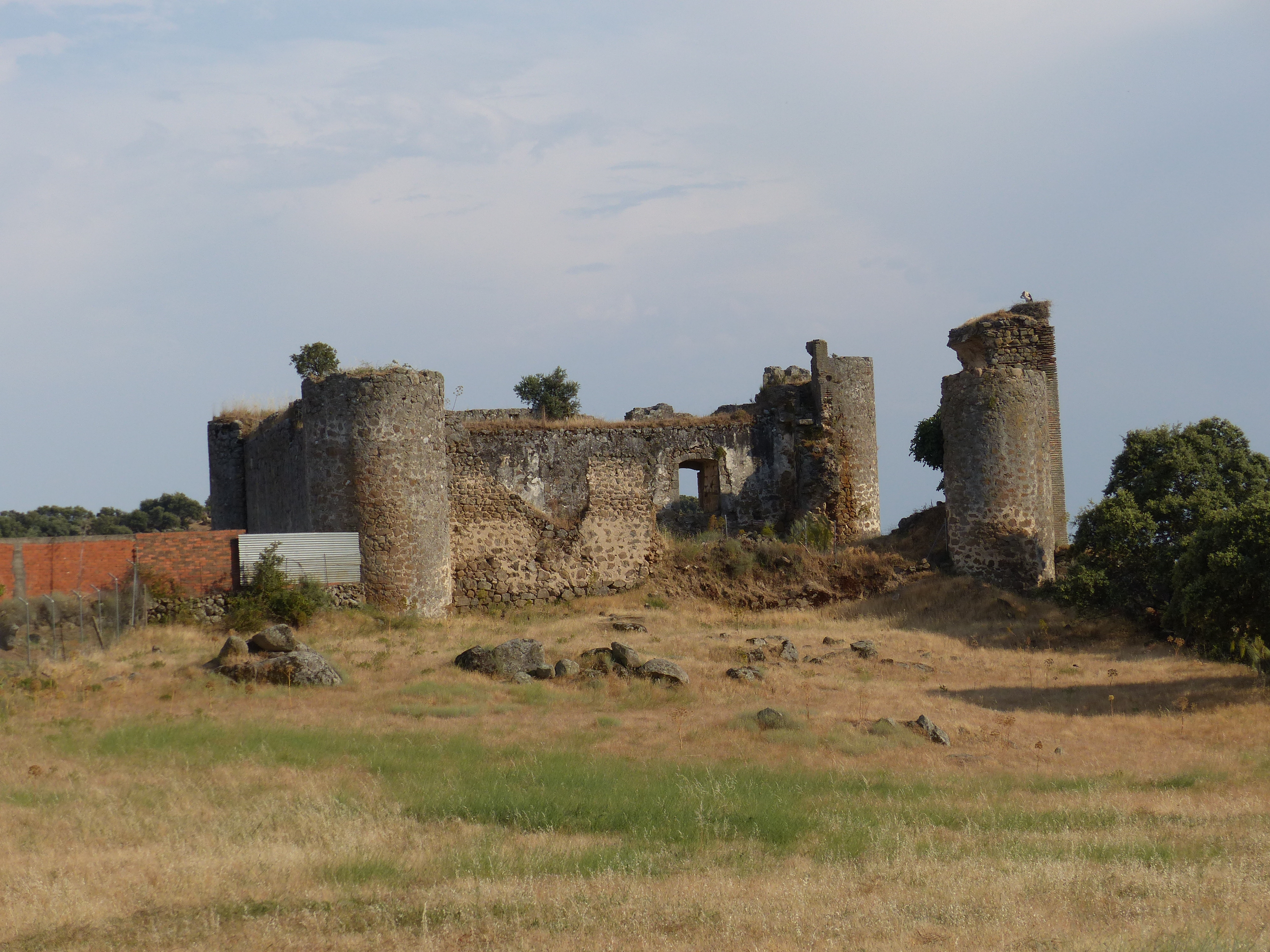
Burgruine
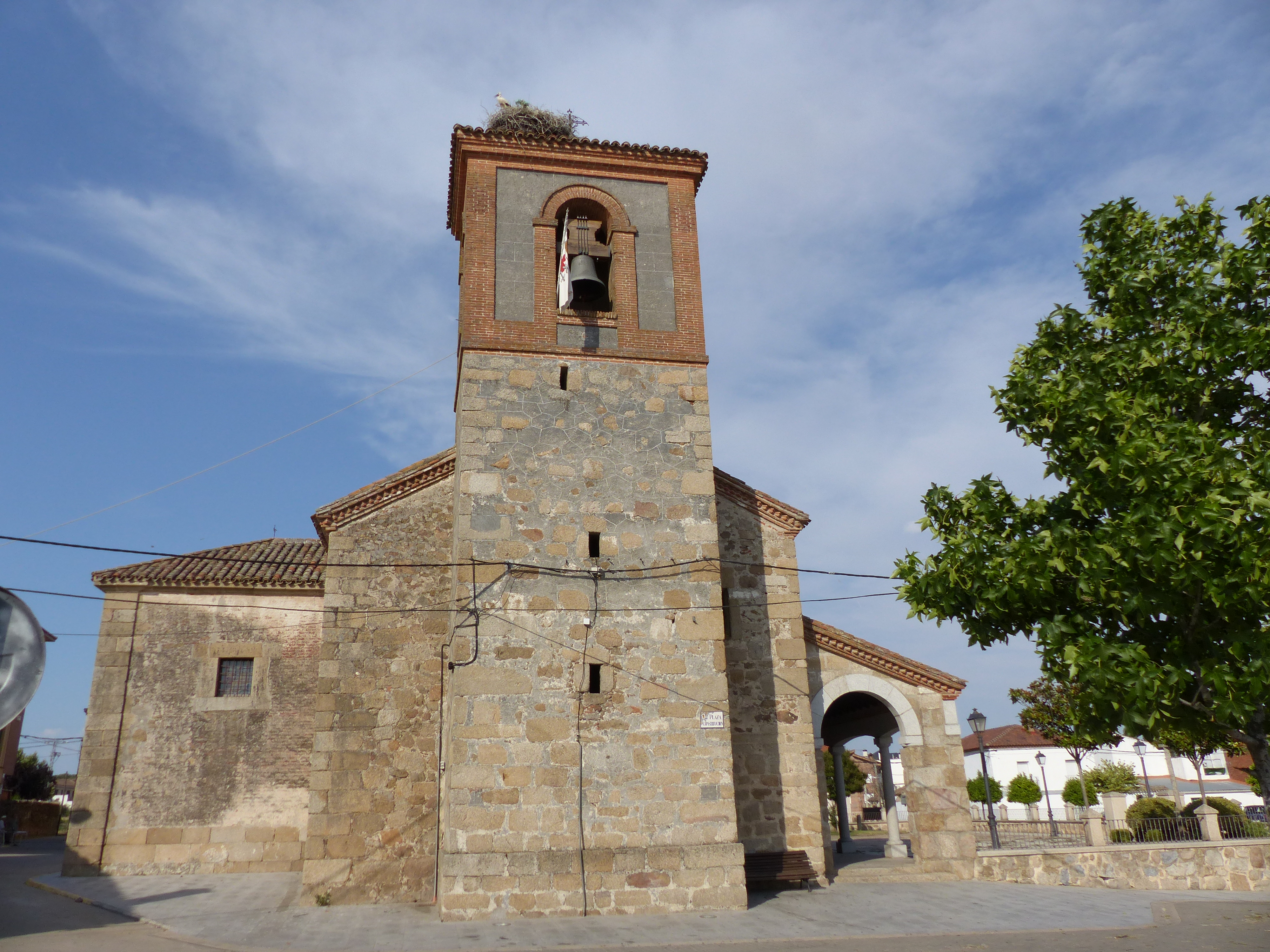
Kirche Mariä Himmelfahrt
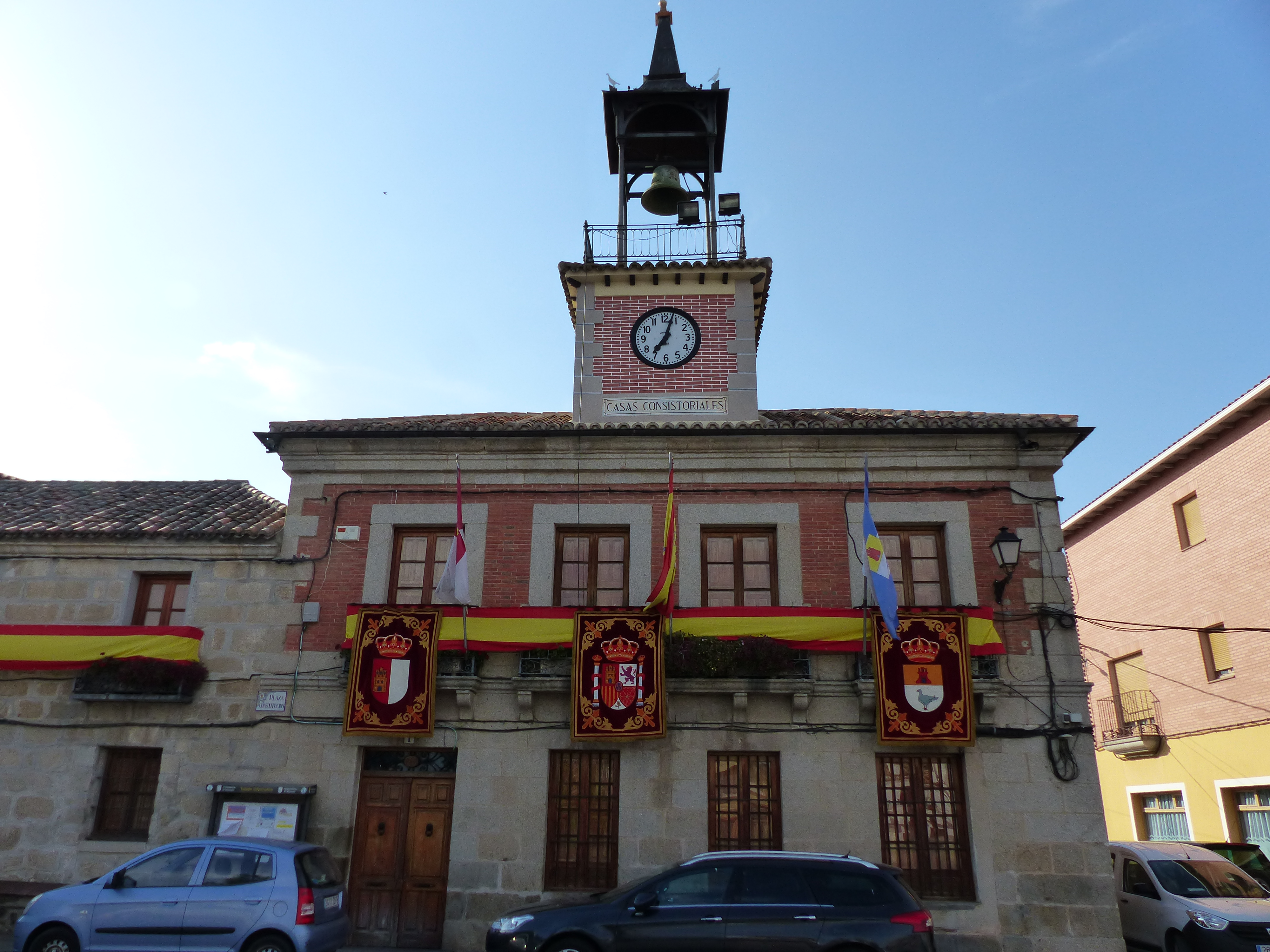
Rathaus